# Doliops stradinsi
Doliops stradinsi es una especie de escarabajo del género Doliops, familia Cerambycidae. Fue descrita científicamente por Barševskis en 2013.
Habita en Filipinas. Los machos y las hembras pueden medir 12-14 mm. El período de vuelo de esta especie ocurre en los meses de abril, agosto, septiembre y octubre.